# Eurybia turna
Eurybia turna är en fjärilsart som beskrevs av Paul Dognin 1891. Eurybia turna ingår i släktet Eurybia och familjen Riodinidae. Inga underarter finns listade i Catalogue of Life.